# Gare de Boitsfort
 (août 2025).
La gare de Boitsfort (en néerlandais : Station Bosvoorde), est une gare ferroviaire belge de la ligne 161 de Schaerbeek à Namur, située à Boitsfort, sur le territoire de la commune de Watermael-Boitsfort en région de Bruxelles-Capitale. Elle permet notamment la desserte du quartier, de la forêt de Soignes et du site de l'ancien Hippodrome de Boitsfort.
C'est une halte voyageurs de la Société nationale des chemins de fer belges (SNCB) desservie par des trains Suburbains (S) des lignes S8 et S81.
Des travaux sont en cours depuis 2010 pour le passage à quatre voies de la ligne et la reconstruction sous une dalle de béton de la halte voyageurs.

## Situation ferroviaire
Établie à 99 mètres d'altitude, la gare de Boitsfort est située au point kilométrique (PK) 10,660 de la ligne 161 de Schaerbeek à Namur, entre les gares de Watermael et de Groenendael.

## Histoire
La station de Boitsfort est mise en service le 23 août 1854 par la Grande compagnie du Luxembourg, date à laquelle elle ouvre à l'exploitation la section de Bruxelles-Luxembourg à La Hulpe de la Ligne du Luxembourg.

### Les bâtiments de la gare

#### Le premier bâtiment

la gare vers 1900
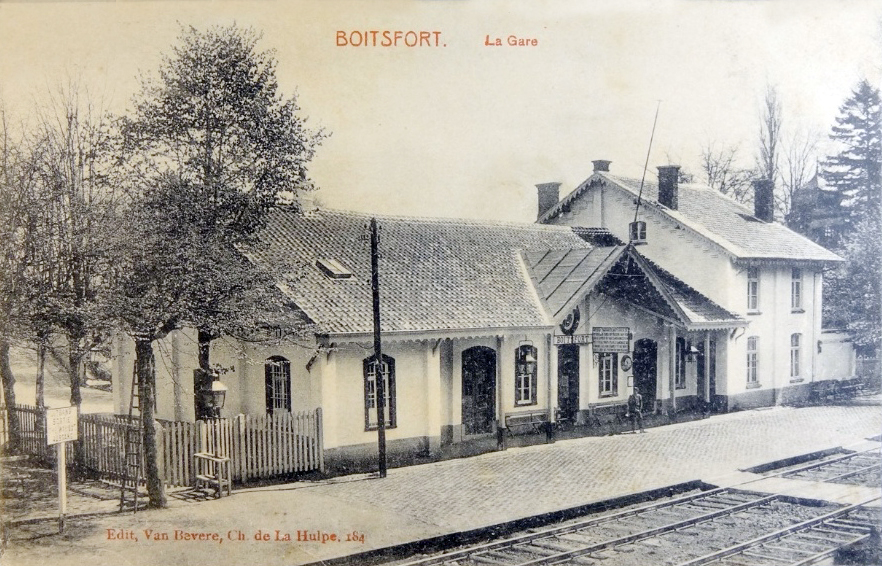
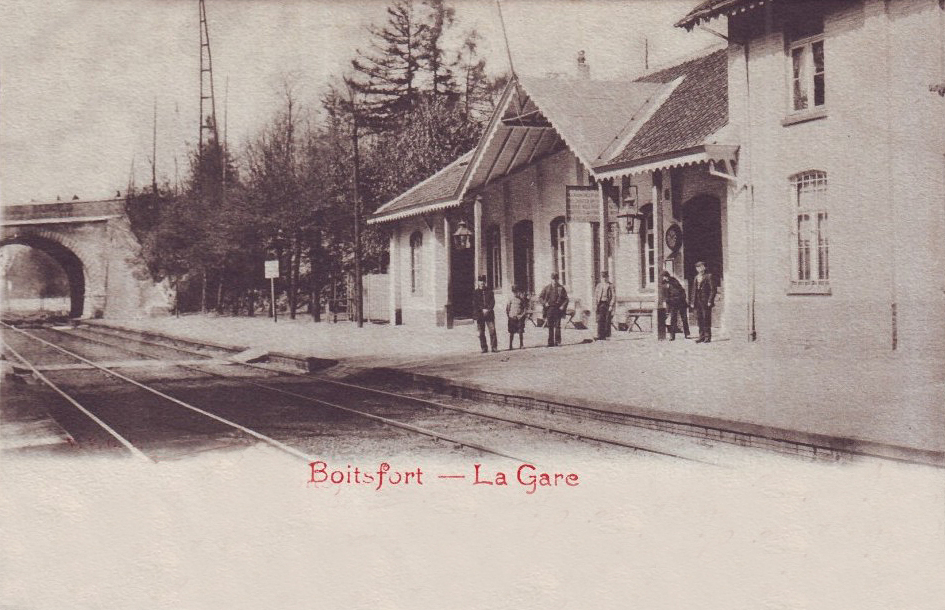

Le premier bâtiment de gare est le résultat d’additions et de transformations multiples et sa date de construction n’est pas connue, il n’est donc pas possible de savoir s'il remontait au moins en partie à la période de la Grande Compagnie du Luxembourg ou s'il fut entièrement construit par les Chemins de fer de l’État Belge qui exploita la ligne à partir de 1873.
Son plan, assez compliqué peut être divisé en deux parties :
- un bâtiment de deux niveaux sous bâtière, très profond, à deux travées, prolongé par une courte annexe sous bâtière côté rue et une annexe à toit plat côté quai. Il était entouré d’un jardin ;
- un vaste bâtiment à un niveau en forme de T[4] sous bâtière dont la façade côté voies comptait huit travées dont sept, symétriques, qui étaient disposée sous une toiture débordante munie d’un pignon au centre. Côté rue, l’accès se faisait par le pignon du T qui était flanqué de part et d’autre d’extensions à toit plat.

La première partie servait de logement de fonction pour le chef de gare tandis que la seconde accueillait une ou plusieurs salles d’attente, le guichet et sans doute un bureau pour le chef de gare accessible par une petite porte surmontée d’un oculus. La dernière travée du bâtiment à un étage semble postérieure et possède des fenêtres grillagées ce qui pourrait témoigner de son usage comme magasin pour les colis et bagages.
Les percements étaient surmontés d’arcs bombés et le bâtiment était construit en briques avec une plinthe en pierre lisse et des corniches à denticules percés. Sur toutes les photographies prises à diverses époques, les bâtiments sont peints en blanc.
L’autre quai disposait d’un abri en brique et fer forgé quasiment identique à celui, classé, de la gare de Groenendael.

#### Le bâtiment de 1971
Cet ensemble complexe de bâtiments fort vaste sera détruit au début des années 1970 et remplacé par un petit bâtiment moderne de forme rectangulaire muni de grandes baies vitrées et revêtu de briques blanches. Ce bâtiment était recouvert d’une toiture à très faible pente avec un seul versant incliné vers le côté rue qui se prolongeait comme marquise de quai.
Des estimations de sa fréquentation quotidienne ont lieu, en 1995 l'AED l'évalue à 582 voyageurs montants et en 2001 la Stradec à 1 817 montées ou descentes, ce qui situe la gare parmi les moins fréquentées du réseau de Bruxelles. Le guichet est fermé le 1er juillet 2005. Le bâtiment, vide, est rapidement vandalisé.
En 2006, elle comporte deux quais de 200 m (voie A) et 210 m (voie B).

### Travaux du RER
Les travaux pour l'ajout de deux voies supplémentaires à la ligne et la destruction et la reconstruction de la halte ont débuté en 2010. En juin 2013, l'entreprise Tuc Rail procède à la pose de quatre poutrelles en U, longues de 32 mètres et d'un poids de 150 tonnes, sur la tranchée des voies de la ligne. Elles vont servir de support à la place routière et aux accès, escaliers et ascenseurs, des nouvelles installations de la halte.

## Service des voyageurs

### Accueil
Halte SNCB, c'est un point d'arrêt non géré (PANG) à accès libre.

### Desserte
Boitsfort, dernière gare de ligne en zone Brupass (ex-zone MTB), est desservie par des trains Suburbains (S) de la relation S8 Bruxelles-Midi - Louvain-la-Neuve / Ottignies renforcée en heure de pointe par des trains de la relation S81 au départ de Schaerbeek vers Ottigines ou Louvain-la-Neuve.

#### Semaine
La desserte comprend deux trains S8 par heure dans chaque sens : le premier relie Louvain-la-Neuve à Zottegem via Bruxelles-Midi et Denderleeuw ; le second Ottignies à Bruxelles-Midi, certains allant également jusque Louvain-la-Neuve en heure de pointe (tôt le matin, un des trains S8 est prolongé au départ de Namur et un autre au départ de Grammont avec trajet retour vers Grammont l’après-midi).
Les six trains supplémentaires S81 mis en œuvre par la SNCB s’arrêtent à Boitsfort :
- le matin, un train entre Schaerbeek et Louvain-la-Neuve ;
- le matin, trois trains entre Ottignies et Schaerbeek ;
- l’après-midi, deux trains entre Schaerbeek et Ottignies.

#### Week-ends et jours fériés
La desserte est limitée à un train S8 par heure entre Ottignies et Bruxelles-Midi.

### Intermodalité
La gare est desservie par des tramways bruxellois de la ligne 8 du réseau de la Société des transports intercommunaux de Bruxelles (STIB) et de la ligne 366 du réseau de l'Opérateur de transport de Wallonie (TEC).

## Comptage voyageurs
Ce graphique et tableau montre le nombre de voyageurs embarquant en moyenne durant la semaine, le samedi et le dimanche.
| Nombre de passagers qui embarquent à la gare de Boitsfort | Nombre de passagers qui embarquent à la gare de Boitsfort | Nombre de passagers qui embarquent à la gare de Boitsfort | Nombre de passagers qui embarquent à la gare de Boitsfort |
|                                                           | Semaine                                                   | Samedi                                                    | Dimanche                                                  |
| --------------------------------------------------------- | --------------------------------------------------------- | --------------------------------------------------------- | --------------------------------------------------------- |
| 1977                                                      | 1 067                                                     | 100                                                       | 103                                                       |
| 1978                                                      | 1 031                                                     | 167                                                       | 102                                                       |
| 1979                                                      | 786                                                       | 90                                                        | 76                                                        |
| 1980                                                      | 1 164                                                     | 93                                                        | 87                                                        |
| 1981                                                      | 708                                                       | 97                                                        | 55                                                        |
| 1982                                                      | 697                                                       | 235                                                       | 179                                                       |
| 1983                                                      | 541                                                       | 86                                                        | 56                                                        |
| 1984                                                      | 528                                                       | 103                                                       | 93                                                        |
| 1985                                                      | 469                                                       | 68                                                        | 144                                                       |
| 1986                                                      | 480                                                       | 58                                                        | 46                                                        |
| 1987                                                      | 417                                                       | 67                                                        | 92                                                        |
| 1988                                                      | 490                                                       | 110                                                       | 57                                                        |
| 1989                                                      | 548                                                       | 60                                                        | 65                                                        |
| 1990                                                      | 457                                                       | 67                                                        | 57                                                        |
| 1991                                                      | 570                                                       | 72                                                        | 70                                                        |
| 1992                                                      | 547                                                       | 97                                                        | 65                                                        |
| 1993                                                      | 649                                                       | 91                                                        | 63                                                        |
| 1994                                                      | 624                                                       | 89                                                        | 59                                                        |
| 1995                                                      | 582                                                       | 103                                                       | 88                                                        |
| 1996                                                      | 673                                                       | 107                                                       | 78                                                        |
| 1997                                                      | 684                                                       | 100                                                       | 112                                                       |
| 1998                                                      | 559                                                       | 98                                                        | -                                                         |
| 1999                                                      | 641                                                       | 106                                                       | 1                                                         |
| 2000                                                      | 839                                                       | 100                                                       | 91                                                        |
| 2001                                                      | 862                                                       | 104                                                       | 84                                                        |
| 2002                                                      | 709                                                       | 120                                                       | 72                                                        |
| 2003                                                      | 665                                                       | 136                                                       | 106                                                       |
| 2004                                                      | 794                                                       | 116                                                       | 108                                                       |
| 2005                                                      | 898                                                       | 135                                                       | 116                                                       |
| 2006                                                      | 908                                                       | 163                                                       | 135                                                       |
| 2007                                                      | 994                                                       | 136                                                       | 104                                                       |
| 2008                                                      | -                                                         | -                                                         | -                                                         |
| 2009                                                      | 1 000                                                     | 123                                                       | 85                                                        |
| 2010                                                      | -                                                         | -                                                         | -                                                         |
| 2011                                                      | -                                                         | -                                                         | -                                                         |
| 2012                                                      | 722                                                       | 115                                                       | 119                                                       |
| 2013                                                      | 660                                                       | 95                                                        | 95                                                        |
| 2014                                                      | 703                                                       | 83                                                        | 83                                                        |
| 2015                                                      | 738                                                       | 109                                                       | 117                                                       |
| 2016                                                      | 945                                                       | 104                                                       | 87                                                        |
| 2017                                                      | 1 020                                                     | 124                                                       | 97                                                        |
| 2018                                                      | 855                                                       | 149                                                       | 121                                                       |
| 2019                                                      | 1 002                                                     | 155                                                       | 185                                                       |
| 2020                                                      | 557                                                       | 138                                                       | 166                                                       |
| 2021                                                      | -                                                         | -                                                         | -                                                         |
| 2022                                                      | 993                                                       | 234                                                       | 268                                                       |
| 2023                                                      | 1 077                                                     | 261                                                       | 208                                                       |
| 2024                                                      | 930                                                       | 239                                                       | 136                                                       |

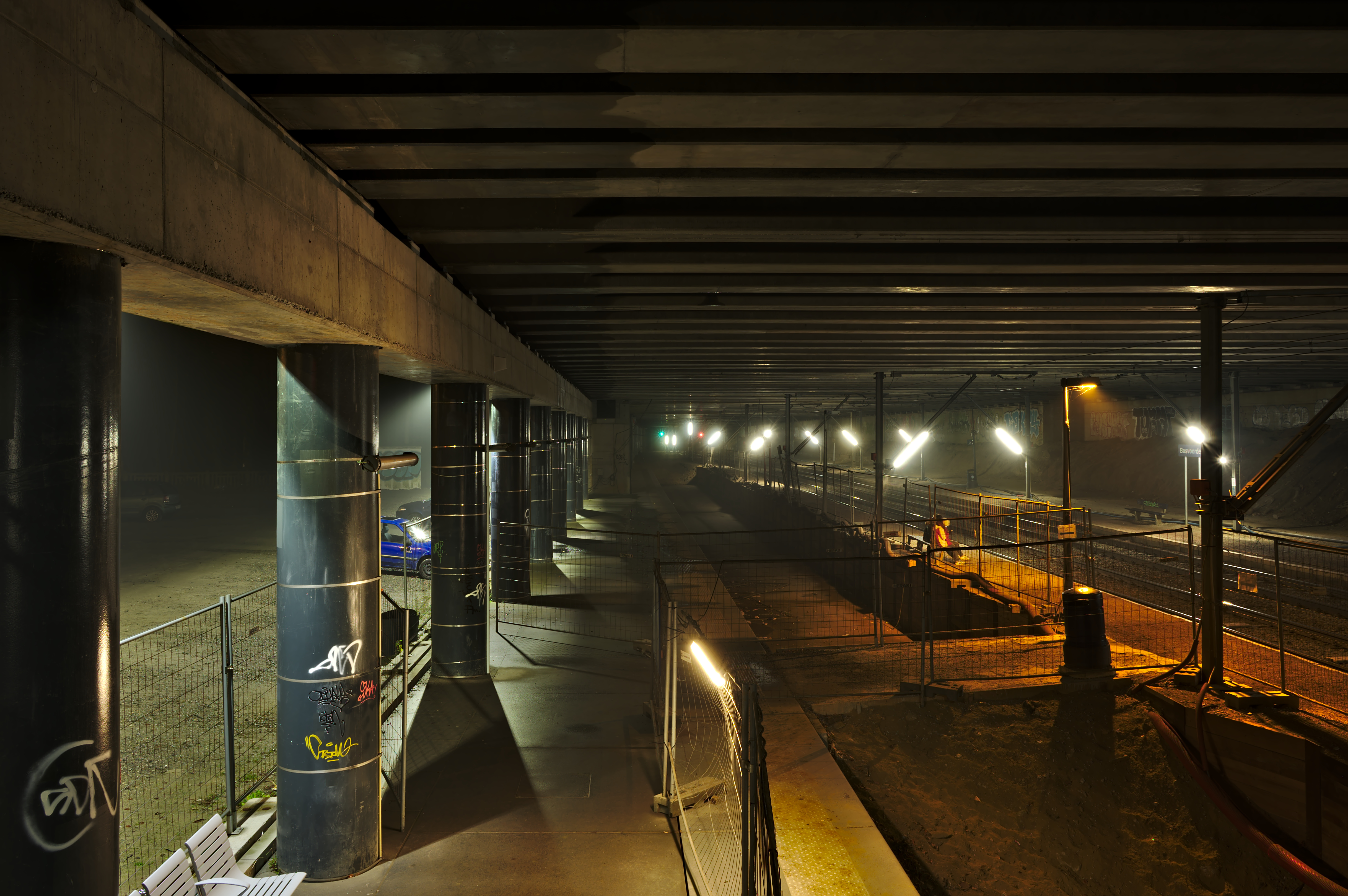
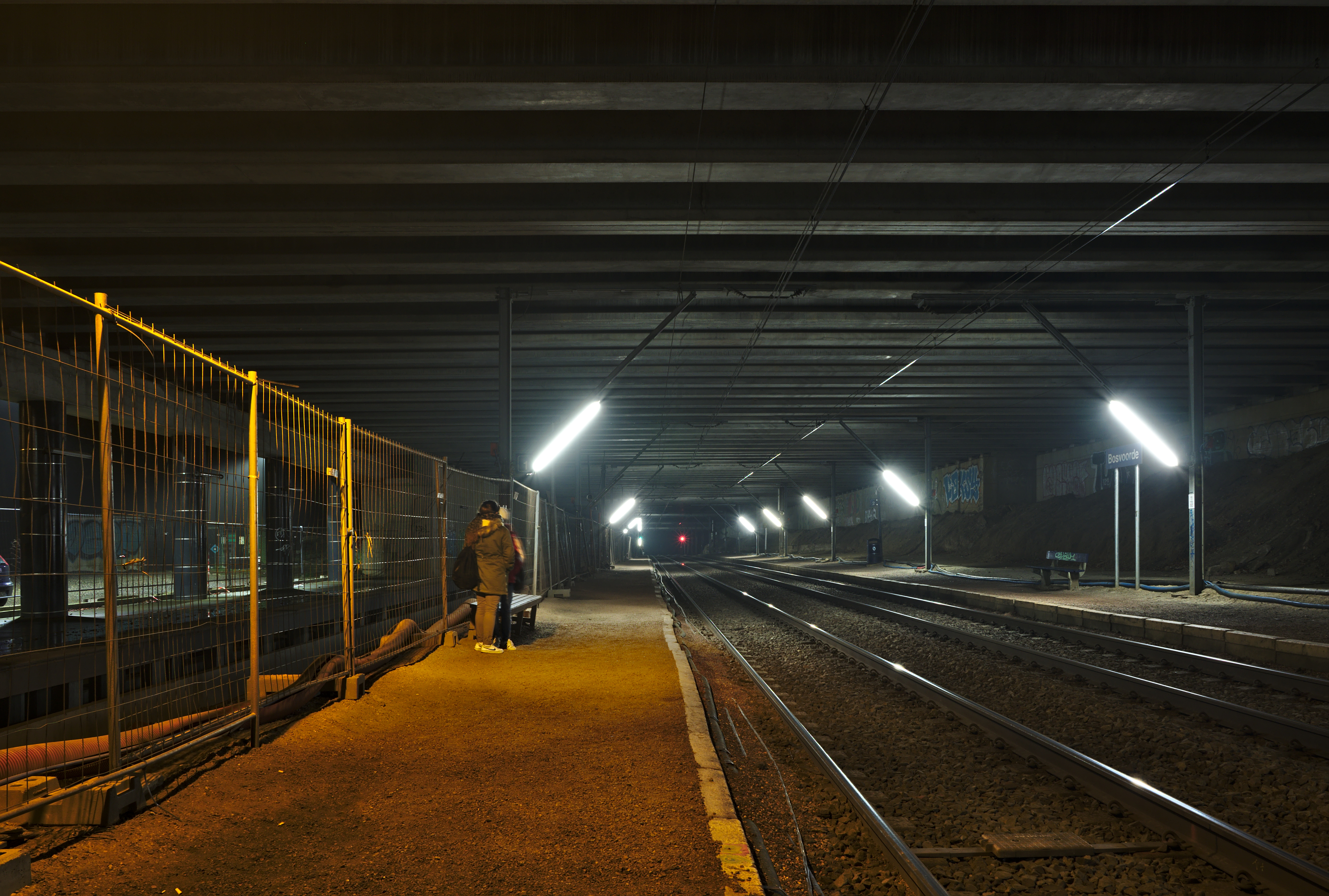
Quais souterrains de la halte.
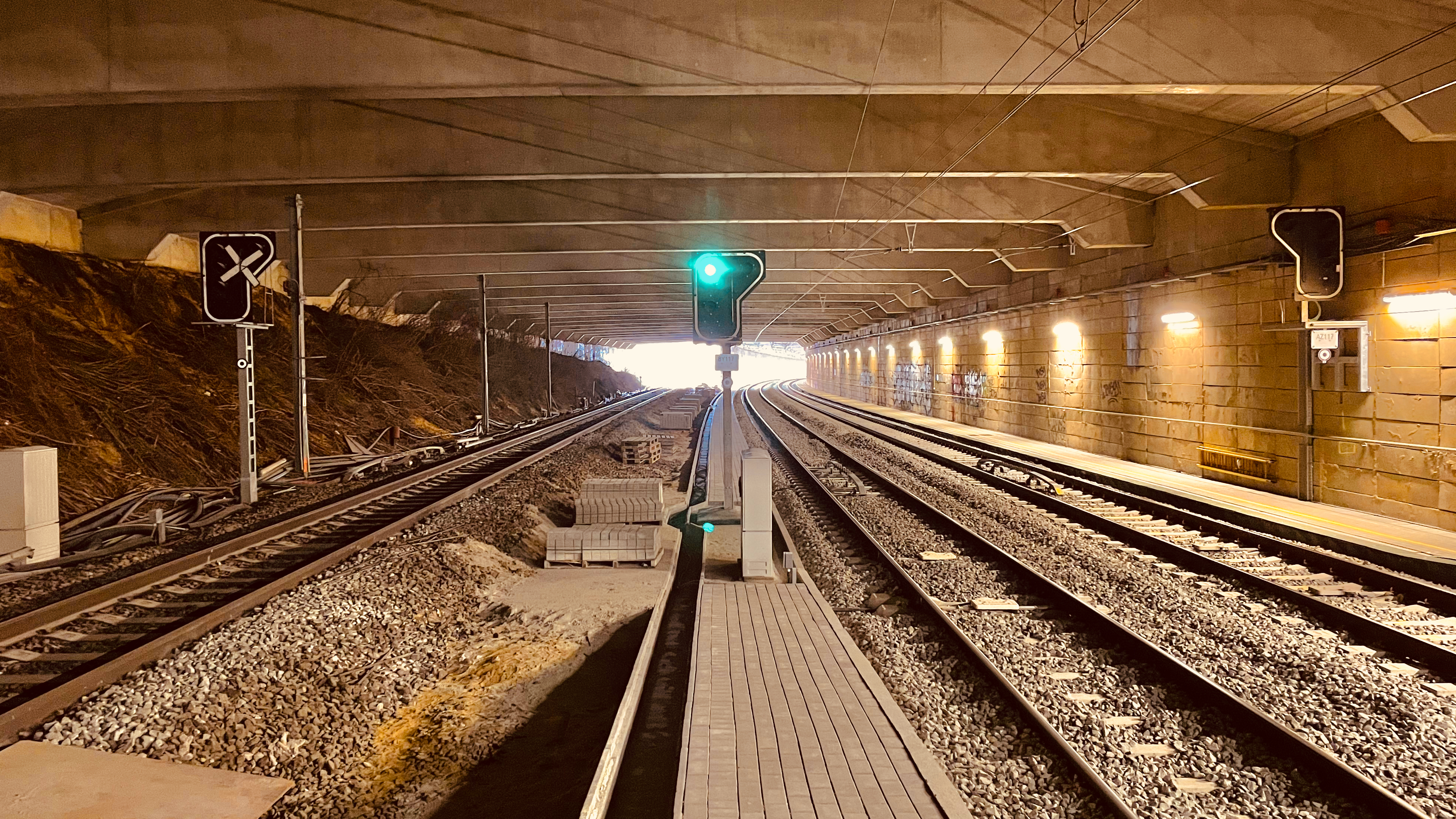